# Zweirad

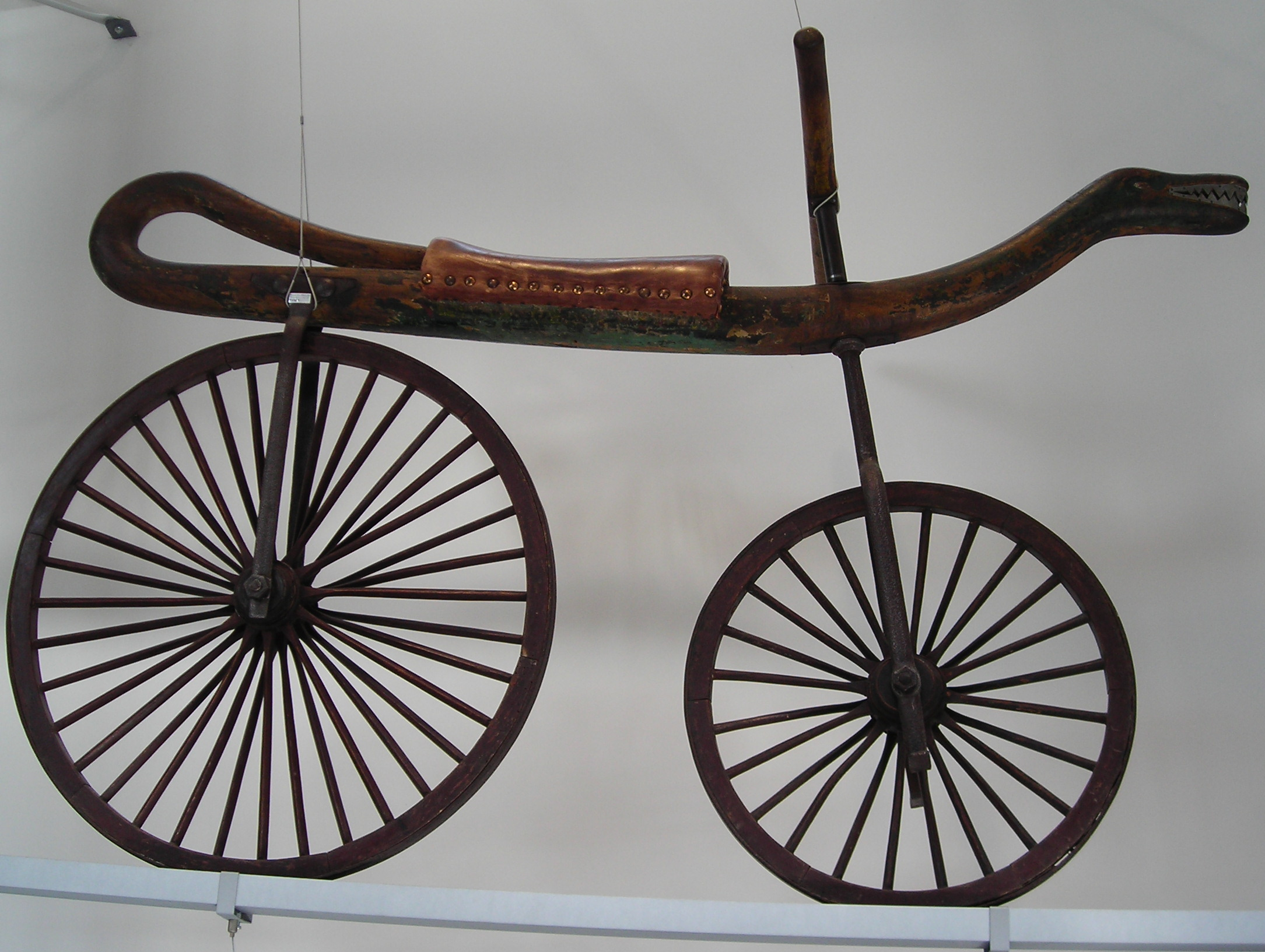
Draisine (Frankreich, um 1825)

Als Zweirad wird in der Regel ein Fahrzeug mit zwei Rädern, die in einer Spur hintereinander laufen, bezeichnet. Das einspurige Zweirad-Prinzip wurde 1817 von Karl Drais erfunden und mit der sogenannten Laufmaschine oder Draisine bekannt.

## Technik
Die Möglichkeit, ein einspuriges Fahrzeug ohne Stützräder oder andere Hilfsmittel stabil in der Hochachse zu fahren, beruht auf einem dynamischen Gleichgewicht (siehe Dynamik des Fahrradfahrens). Bei Stillstand fällt die Stabilisierung weg.
Zweiräder können z. B. durch Muskelkraft, potentielle Energie (bergab) oder Motoren angetrieben werden. Eine Kombination von Muskel- und Motorkraft findet sich bei Fahrrädern mit Hilfsmotor, Mofas, Elektrofahrrädern und Pedelecs.
Nach deutschem Straßenverkehrsrecht gelten – trotz eines dritten Rades in zweiter Spur – auch Motorräder mit Beiwagen als einspurig.

## Varianten

### Einspurige Zweiräder

#### Mit Muskelkraft angetriebene
- Fahrrad
- Laufmaschine (Laufrad)
- Tretroller

#### Mit Muskelkraft und Motor kombiniert angetriebene
- Fahrrad mit Hilfsmotor
- Elektrofahrrad
- Pedelec

#### Mit Muskelkraft oder Motor angetriebene
- Mofa

#### Nur Motor angetriebene
- Kleinkraftrad (Moped, Mokick)
- Leichtkraftrad
- Motorroller, Elektromotorroller
- Motorrad, Elektromotorrad

### Zweispurige Zweiräder
- Selbstbalance-Roller wie der Segway Personal Transporter zählen nicht als Zweirad im engeren Sinne.

### Andere zweirädrige Fahrzeuge
- Waveboards haben zwei Räder, je eins unter einer der beiden mit Torsionsgelenk verbundenen Bretthälften
- Walzenfahrzeuge mit nur zwei Walzen

Ebenfalls nicht als Zweirad im engeren Sinne zählen Fahrzeuge oder Geräte mit zwei Rädern, die nur mit einem zusätzlichen stützenden Element genutzt werden können:
- Sulky
- Pferdekarren
- Handwagen
- Anhänger
- Trolley
- Inlineskates mit nur zwei Rollen
- zweirädriger Gehstock
- Laufkatze